# Zweite Schlacht von Tarentum
Koordinaten: 40° 28′ 0″ N, 17° 14′ 0″ O
Saguntum – Lilybaeum II – Rhone – Ticinus – Trebia – Cissa – Trasimenischer See – Ager Falernus – Geronium – Cannae – Nola I – Nola II – Ibera – Cornus – Nola III – Beneventum I – Syrakus – Tarentum I – Capua I – Beneventum II – Silarus – Herdonia I – Obere Baetis – Capua II – Herdonia II – Numistro – Asculum – Tarentum II – Neu Karthago – Baecula – Grumentum – Metaurus – Ilipa – Crotona – Große Felder – Cirta – Zama
Die Zweite Schlacht von Tarentum war ein Gefecht zwischen Römern und Karthagern im Zweiten Punischen Krieg.

## Vorgeschichte
Die Römer hatten die Stadt Tarentum, das heutige Tarent, drei Jahre zuvor an die Karthager verloren. Grund hierfür war der Verrat der Stadtbevölkerung, die auf der Seite Hannibals kämpften und so den Angriff auf die Stadt unterstützten. Dem Feldherrn Quintus Fabius Maximus Verrucosus (auch bekannt als Cunctator) wurde aufgetragen, die Stadt wieder für Rom zu gewinnen. Dazu bekam er eine Armee, die wesentlich größer als die Stadtgarnison war. Aus Angst vor der Strafe Roms für den Verrat wechselten die Stadtbewohner wieder die Seiten, wodurch die Karthager nun von beiden Seiten angegriffen wurden.

## Die Schlacht
Das römische Heer nahm vor Tarentum Aufstellung. Ein römischer Bürger soll daraufhin eines der Stadttore geöffnet haben, sodass die Legionäre in die Stadt strömten. Als Hannibal das sah, floh er mit einer kleinen Reiterschar aus der Stadt. Der Kampf war kurz, und bald ergaben sich die in der Stadt kämpfenden Karthager. Die Schlacht war damit für die Römer entschieden.

## Folgen
Die überlebenden Karthager wurden in die Sklaverei verkauft. Was mit den Stadtbewohnern geschah, ist nicht überliefert, wahrscheinlich wurden sie trotz allem hart bestraft.